# Température radiative moyenne
La température radiative moyenne ({\displaystyle t_{rm}}) est une température qui permet de globaliser les échanges thermiques par rayonnement avec l’environnement. Elle est utilisée dans l’étude du confort thermique, principalement dans l’ingénierie du bâtiment.

## Calcul
Illustrons la façon dont on peut obtenir la température radiative moyenne dans le cas d'un individu vêtu situé dans une pièce.

### Bilan radiatif
{\displaystyle Q_{r}=f_{v}A_{nu}F\varepsilon \sigma T_{v}^{4}-\alpha \displaystyle \sum _{j}(F_{jh}J_{j}A_{j})}
où :
- {\displaystyle f_{v}={\frac {A_{v}}{A_{nu}}}} est le facteur de majoration d'aire dû à la vêture
- {\displaystyle A_{nu}} est l'aire cutanée - calculée par la formule de Dubois - laissée à nu
- {\displaystyle A_{v}} est l'aire vêtue
- {\displaystyle F} est le facteur de réduction du corps humain
- {\displaystyle \epsilon } est l'émissivité moyenne de la peau et de la vêture ( ±0,97 )
- {\displaystyle \sigma } est la constante de Stefan-Boltzmann
- {\displaystyle T_{v}} est la température de la vêture
- {\displaystyle \alpha } est le coefficient d’absorption moyen de la peau et de la vêture
- {\displaystyle F_{jh}} est le facteur de forme de la paroi j vers l'homme
- {\displaystyle J_{j}} est la radiosité de la paroi j
- {\displaystyle A_{j}} est l'aire de la paroi j.

### Formule avectrm
{\displaystyle Q_{r}=f_{v}F\varepsilon \sigma (T_{v}^{4}-T_{rm}^{4})}.

### Identification
La loi de Kirchoff donne {\displaystyle \alpha =\varepsilon }, et avec la relation de réciprocité on a {\displaystyle A_{j}F_{jh}=f_{v}A_{nu}FF_{hj}}.
D'où :
{\displaystyle Q_{r}=f_{v}A_{nu}F\varepsilon \sigma T_{v}^{4}-\varepsilon f_{v}A_{nu}F\displaystyle \sum _{j}(F_{hj}J_{j})}.
Donc, par identification, on trouve pour la température radiative moyenne :
{\displaystyle T_{rm}={\sqrt[{4}]{{\frac {1}{\sigma }}\displaystyle \sum _{j}(F_{hj}J_{j})}}}.
Si les surfaces environnantes sont assimilables à des surfaces noires, alors on peut effectuer la simplification suivante :
{\displaystyle T_{rm}={\sqrt[{4}]{\displaystyle \sum _{j}(F_{hj}T_{j}^{4})}}}.

## Utilisation
La température radiative moyenne intervient notamment dans la définition de la température opérative.